# Rampage Puzzle Attack
Rampage Puzzle Attack es un videojuego de rompecabezas para la consola Game Boy Advance, desarrollado por la casa de desarrollo finlandesa Ninai Games y publicado por Midway Games.
El juego se basa en los personajes de la serie Rampage. Al comienzo del juego, los tres personajes del juego original, George, Lizzie y Ralph, están disponibles, pero se pueden desbloquear más personajes que aparecieron en otros juegos de la serie a través del modo Rescate. Los personajes aparecen en la pantalla durante el juego, escalando al costado de la arena de juego o estando enjaulados en la parte inferior. El juego fue el primer juego de consola que se desarrolló en Finlandia.
El juego usa el sistema de guardado por contraseña.

## Jugabilidad
En cuanto a la jugabilidad, el juego es similar a los juegos anteriores de Ninai en la serie Drop Mania. Otros juegos con los que se puede comparar son Super Puzzle Fighter II Turbo y videojuegos relacionados.
La idea básica es que el jugador tira dos bloques de colores a la vez en el campo de juego. Los bloques luego se fusionan en áreas contiguas. Cuando el jugador deja caer un "detobloque" parpadeante de color coincidente para tocar el área, toda el área se elimina y se puntúa. Esto puede conducir a cadenas y combos, que conducen a puntajes más altos.
El juego incluye modos de uno y dos jugadores. Los siguientes modos están disponibles en el modo de un solo jugador:
- Modo Limpieza: esto incluye varias áreas que deben borrarse para pasar al siguiente nivel.

- Modo Rompecabezas: similar al modo Limpieza, pero esta vez solo hay un número limitado de bloques.

- Modo de rescate : se agrega una jaula en la parte inferior del campo de juego, y la idea es eliminar los bloques encima antes de que se acabe el tiempo.

- Modo Maratón: No hay condiciones establecidas de victoria, el juego continúa hasta que es imposible seguir.

Los modos para dos jugadores incluyen el modo de rescate (similar al modo de un jugador), el modo de puntuación (competencia para mayor puntuación) y el modo de ataque.

## Recepción
El juego recibió críticas "promedio" según el sitio web de reseñas Metacritic.